# قليقلة رقيقة
القليقلة الرقيقة (باللاتينية: Minuartia subtilis) نوع نباتي يتبع جنس القليقلة من الفصيلة القرنفلية.

## الموئل والانتشار
موطنها بلاد الشام وتركيا وقبرص.